# 6386 Keithnoll
6386 Keithnoll eller 1989 NK1 är en asteroid i huvudbältet som korsar Mars omloppsbana. Den upptäcktes 10 juli 1989 av den amerikanske astronomen Henry E. Holt vid Palomarobservatoriet. Den är uppkallad efter den amerikanska astronomen Keith Noll.